# Вудберн (Індіана)
Вудберн (англ. Woodburn) — місто (англ. city) в США, в окрузі Аллен штату Індіана. Населення — 1551 особа (2020).

## Географія
Вудберн розташований за координатами 41°7′32″ пн. ш. 84°51′36″ зх. д. / 41.12556° пн. ш. 84.86000° зх. д. (41.125629, -84.859972).  За даними Бюро перепису населення США в 2010 році місто мало площу 2,41 км², уся площа — суходіл.

## Демографія
Згідно з переписом 2010 року, у місті мешкало 1520 осіб у 585 домогосподарствах у складі 406 родин. Густота населення становила 630 осіб/км².  Було 633 помешкання (263/км²).
Расовий склад населення:
| - 98,6 % — білих - 0,2 % — корінних американців - 0,1 % — вихідців з тихоокеанських островів - 0,1 % — азіатів |

До двох чи більше рас належало 0,7 %. Частка іспаномовних становила 1,1 % від усіх жителів.
За віковим діапазоном населення розподілялося таким чином: 28,0 % — особи молодші 18 років, 61,5 % — особи у віці 18—64 років, 10,5 % — особи у віці 65 років та старші. Медіана віку мешканця становила 32,9 року. На 100 осіб жіночої статі у місті припадало 103,8 чоловіків;  на 100 жінок у віці від 18 років та старших — 102,2 чоловіків також старших 18 років.
Середній дохід на одне домашнє господарство  становив 58 681 долар США (медіана — 52 989), а середній дохід на одну сім'ю — 66 302 долари (медіана — 65 761). Медіана доходів становила 46 103 долари для чоловіків та 37 277 доларів для жінок. За межею бідності перебувало 8,4 % осіб, у тому числі 13,9 % дітей у віці до 18 років та 4,4 % осіб у віці 65 років та старших.
Цивільне працевлаштоване населення становило 771 осіб. Основні галузі зайнятості: освіта, охорона здоров'я та соціальна допомога — 27,9 %, виробництво — 21,8 %, будівництво — 8,8 %, мистецтво, розваги та відпочинок — 8,3 %.